# VoiceOver
VoiceOverとはAppleのmacOS、iOS、iPodに内蔵されているスクリーンリーダーである。VoiceOverを使うことでユーザーは音声説明でMacやiOSデバイスを使用することができる。Macの場合はキーボードでのタイプを読み上げる。この機能はディスレクシアなど盲目、弱視のユーザー向けである。

## macOS
VoiceOverが最初に搭載されたのがMac OS X v10.4で視覚障害（特に失明）が原因で読むのが困難なユーザーに向けた機能だった。Mac OS X v10.3にて「Spoken Interface Preview」という名でプレビュー版がリリースされた。
ユーザーインターフェイスは種類のあるキーストロークでナビゲートする階層的な要素で構成されている。対話する要素もあり例として、テキストボックスにおいてテキストを読み上げるだけでなく可能な場合編集もする。スクロールバーではキーボードを使っての移動もできる。
また、盲目や難聴者が使用する多くの点字ディスプレイをサポートしている。加えて、マウスが使えないユーザーのためにキーボードナビゲーション機能もある。
MacBookやMagic Trackpadユーザー向けにいくつかの特別なマルチタッチ機能もある。iOS版VoiceOverのバージョンによってトラックパッドのジェスチャーに反応する。例の一つとして、トラックパッドを使用する時スクリーン上で実際の視覚的レイアウトを探っており、トラックパッド上で指をスライドさせると要素が作動する。
Mac OS X v10.5では話し方の質を向上し、より人間の声に近づけた「Alex」ボイスが追加された。かつて声は1990年代初めにアップルが出していた「Speech Manager」から直接取り出していた。
Mac OS X LionではVoiceOver向けにNuanceのRealSpeakボイスをダウンロードできるようになった。

## iPod shuffle
Macでの成功後、アップルはiPod shuffleにもVoiceOverに対応させ、曲の再生時にタイトルを読み出せることが可能になった。iPod shuffleの2010年バージョンではVoiceOverでプレイリスト名も読み出せるようになった。MacでのVoiceOverがアクセシビリティとしての機能であるのに対し、iPod shuffleのVoiceOverは全てのユーザーに向けた機能になっている。

## iOS
iPhone 3GS発売から数カ月後、VoiceOverはiOSにも対応した。iPod touchがiPhone 3GS（第3世代iPod touch）相当にアップグレードされた時にVoiceOver機能が付けられた。iPadでは発売当初から搭載されている。
iOSでのVoiceOverではディスプレイ上で一本指や複数の指で作る違う動きで成り立つ数種類のジェスチャーで対話する。多くのジェスチャーはロケーションセンシティブであり例としてスクリーンにおいて一本指でスライドするとスクリーン上で指が通った所のビジュアルコンテンツを音声で示す。視覚障害のユーザーはアプリケーションにおける実際のスクリーン上レイアウトを探ることができる。ここでのダブルタップはマウスのダブルクリックに相当し、目が見えるユーザーが項目をタップした時と同様に選択した項目を実行する。
VoiceOverはまたスクリーンを見えなくすることができるが、タッチするためのタッチスクリーンの感知は残り、バッテリー消費は抑えられる。アップルではこの機能を「スクリーンカーテン」と呼んでおり、macOSが動くMacにもこの機能はある。
iOSでのVoiceOverは設定アプリケーションにおける一般セクションの中にあるアクセシビリティセクションでオンにする。

## iPod nano
2009年9月、iPod Nano系機器でもVoiceOver機能が付けられた。iOSバージョンと同じジェスチャーの多くが有効である。